# Derarimus angulatus
Derarimus angulatus es una especie de coleóptero de la familia Anthicidae.

## Distribución geográfica
Habita en Malasia.